# Forever Love (álbum)
Forever Love é o quinto álbum de estúdio do cantor de rock japonês Kiyoharu, lançado em 14 de novembro de 2007.

## Recepção
Alcançou a vigésima segunda posição nas paradas da Oricon Albums Chart.

## Faixas[3]
| N.º            | Título                         | Duração |  |
| 1.             | "Receive a revelation"         | 5:19    |  |
| 2.             | "Yokan" (予感)                 | 4:40    |  |
| 3.             | "Confusion"                    | 4:36    |  |
| 4.             | "Aibu" (愛撫)                  | 4:42    |  |
| 5.             | "Note"                         | 5:53    |  |
| 6.             | "Yōen" (妖艶)                  | 5:07    |  |
| 7.             | "Tattoo"                       | 4:16    |  |
| 8.             | "Allow"                        | 3:09    |  |
| 9.             | "Rin'ne" (輪廻)                | 6:51    |  |
| 10.            | "Kūhaku no sekai" (空白ノ世界) | 4:59    |  |
| 11.            | "Ever"                         | 4:08    |  |
| 12.            | "Melodies"                     | 5:11    |  |
| 13.            | "Lorelei"                      | 3:22    |  |
| Duração total: | Duração total:                 | 59:13   |  |